# Blauwe Tram

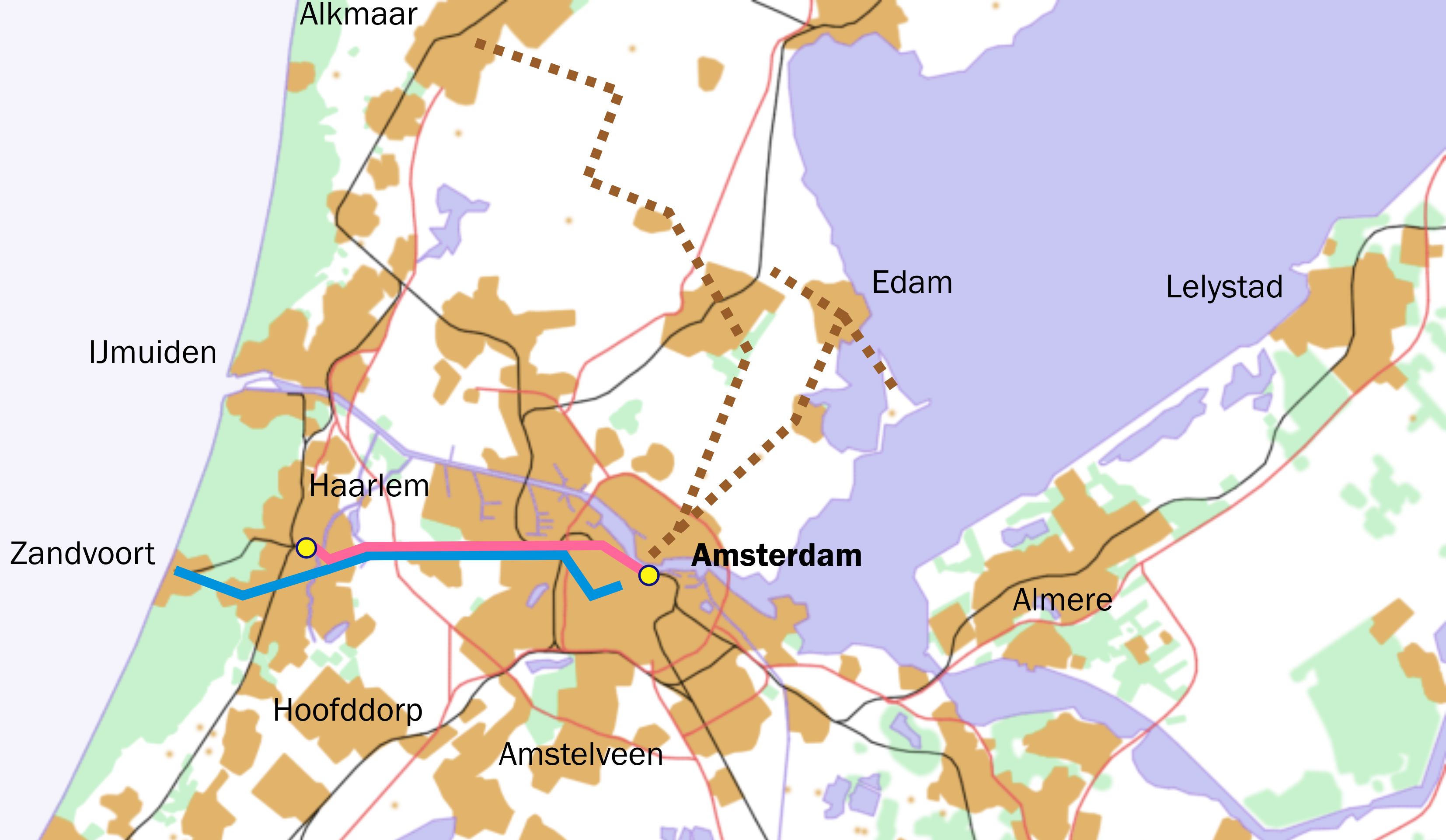
Kaart van de Waterlandse tram (bruine bloklijn rechts) en de Tramlijn Amsterdam – Haarlem – Zandvoort (blauwe lijn).

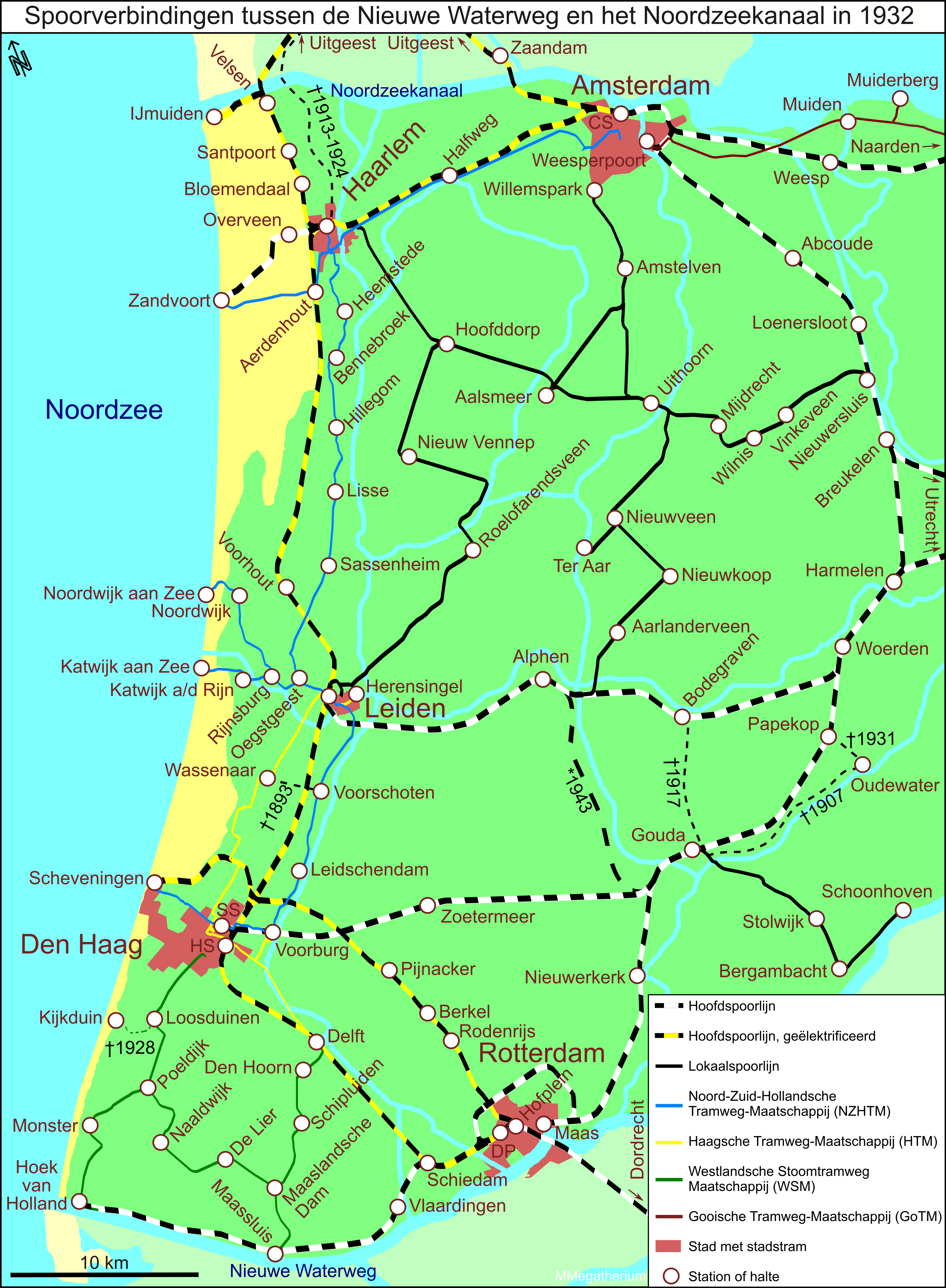
Kaart van de Blauwe Tram tussen Scheveningen en Amsterdam.

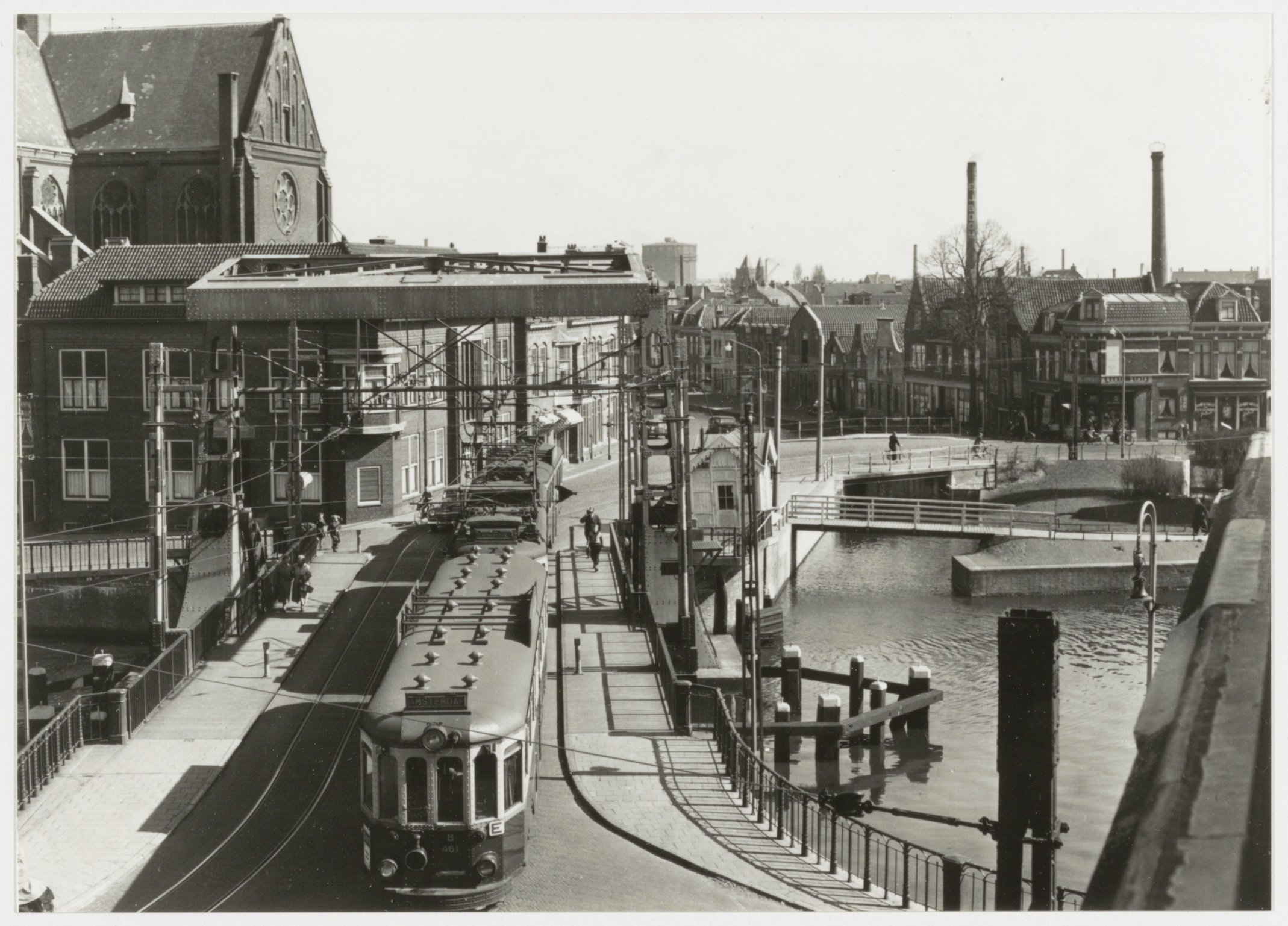
'Boedapester' tramstel op de Langebrug in Haarlem.

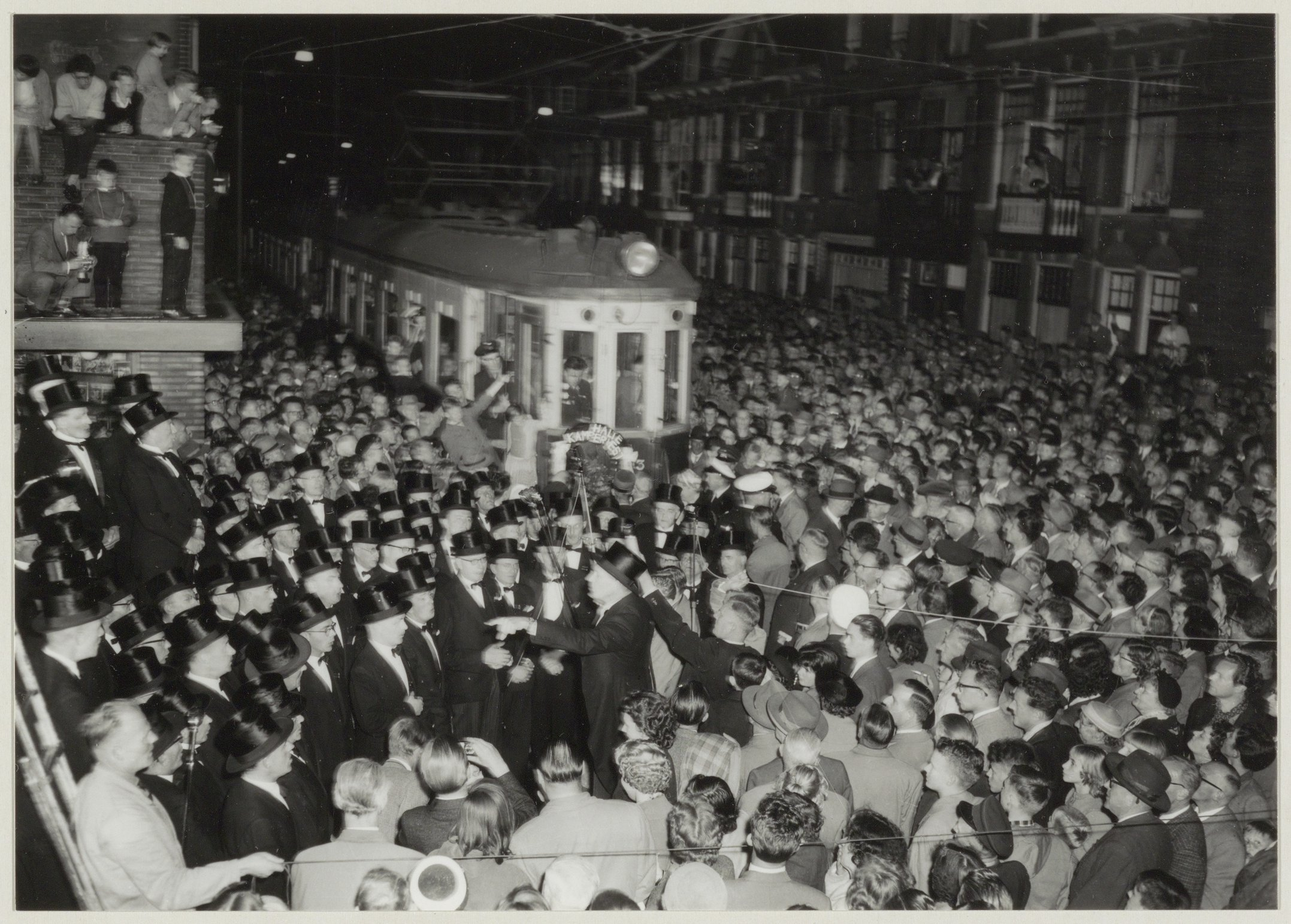
Veel bekijks bij de laatste rit van de tramlijn Amsterdam–Zandvoort in de Haarlemse Tempeliersstraat, 31 augustus 1957

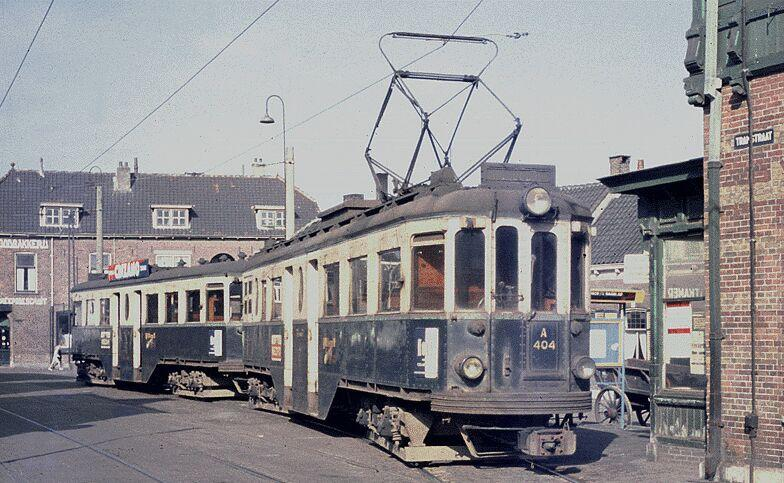
'Boedapester' tramstel met motorwagen A404 voor het tramstation te Katwijk.

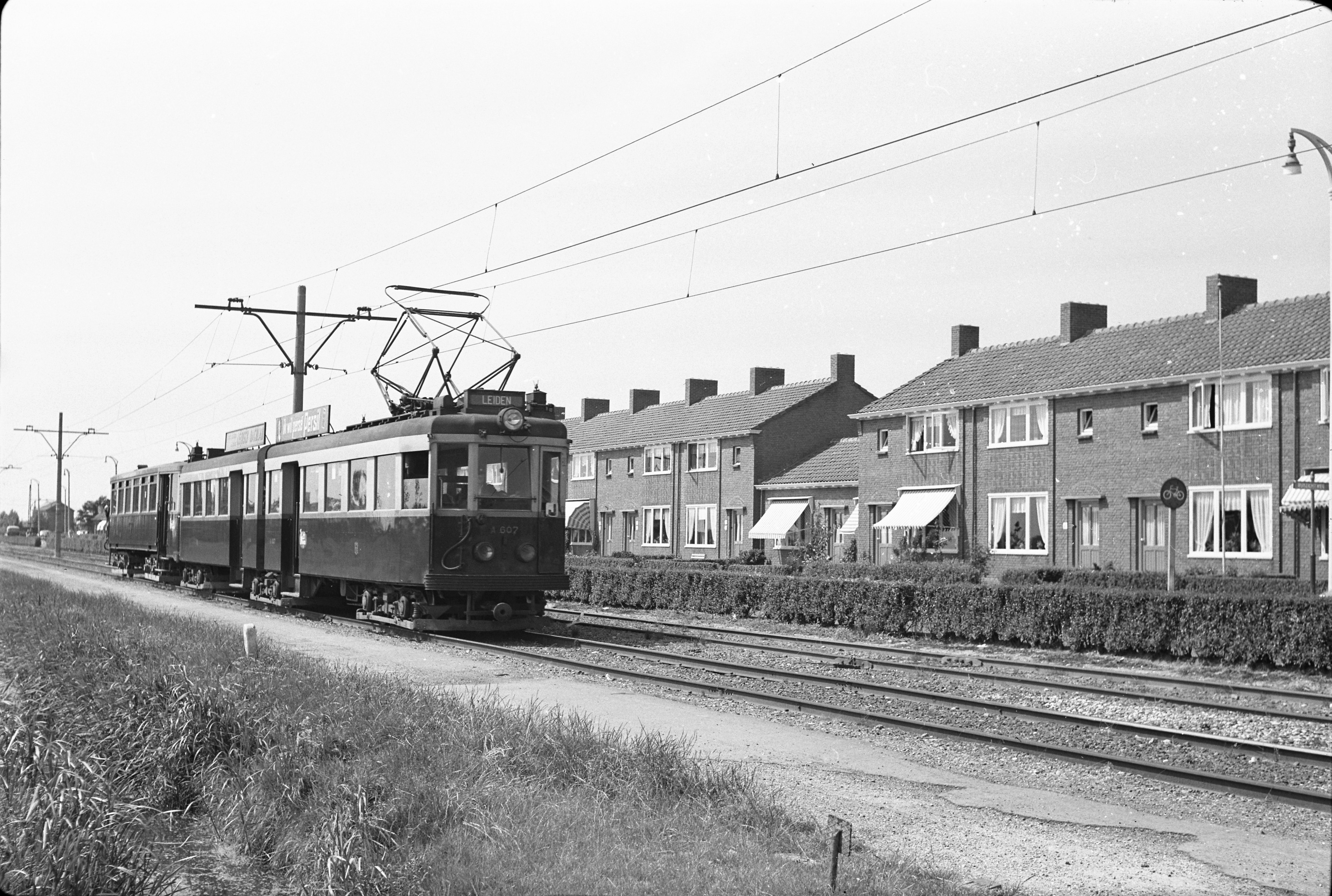
Gelede tram A607/A608 (bouwjaar 1932) op de Rijnzichtweg te Oegstgeest; circa 1960.

Laatste dag van de lijn Den Haag–Leiden; Leidse Breestraat, 9 november 1961.

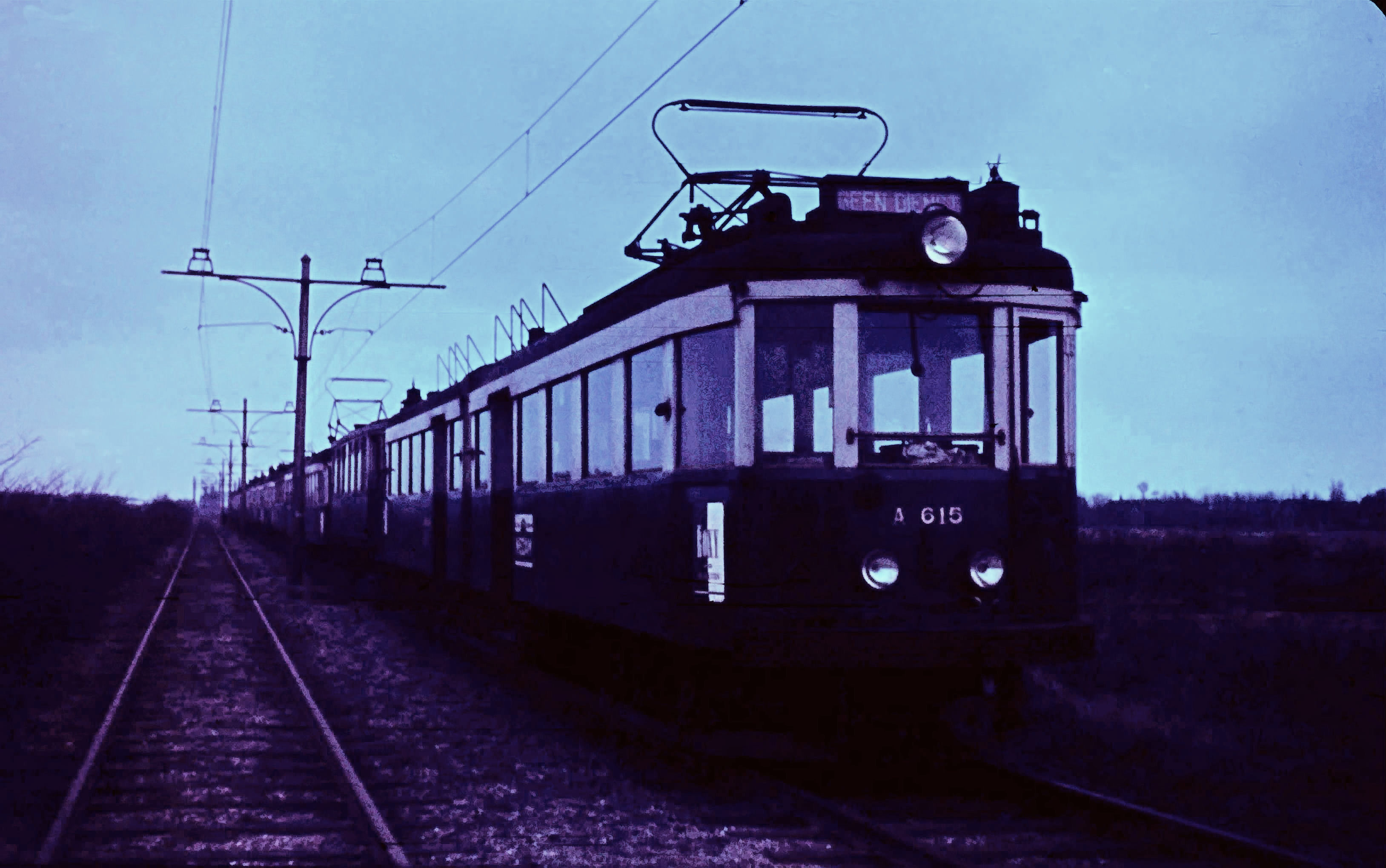
Na opheffing van de laatste tramlijn in november 1961 staan de laatste Blauwe Trams te wachten op de sloop.

De Blauwe Tram is de verzamelnaam voor de trams die tussen 1881 en 1961 reden in de Nederlandse provincies Noord- en Zuid-Holland tussen Scheveningen, Den Haag, Leiden, Katwijk, Noordwijk, Haarlem, Zandvoort, Amsterdam, Purmerend, Edam en Volendam en vanaf 1924 een donkerblauwe kleur hadden.
Diverse interlokale stoom- en elektrische tramlijnen in dit gebied, die oorspronkelijk eigendom waren van verschillende maatschappijen, werden vanaf 1911 overgenomen en geëxploiteerd door de Noord-Zuid-Hollandsche Tramweg Maatschappij (NZHTM), kortweg NZH te Haarlem, een dochteronderneming van de Hollandsche IJzeren Spoorweg-Maatschappij (HIJSM). In 1946 werden alle betrokken maatschappijen ondergebracht bij de Electrische Spoorweg-Maatschappij (ESM) die, vanwege de bekendheid van de letters NZH, de nieuwe naam Noord-Zuid-Hollandse Vervoer Maatschappij (officieel NZHVM) kreeg.

## Bijnamen
Met name in Leiden bestond het begrip Blauwe Tram naast de Gele Tram, de bijnaam van de interlokale tram die tussen 1925 en 1961 de dienst onderhield van Leiden via Wassenaar naar Den Haag. Deze lijn werd geëxploiteerd door de Haagsche Tramweg-Maatschappij en vanaf 1927 door de N.V. Gemengd Bedrijf Haagsche Tramweg-Maatschappij, beide bekend als HTM en gevestigd in Den Haag.
In Amsterdam, waar de stadstram ook blauw was, werd de tram naar Haarlem en Zandvoort ook wel aangeduid als de Haarlemmertram of de Zandvoorter. Vanwege de oorspronkelijk groene kleur en grote koplampen sprak men in Amsterdam ook wel van Kikker. Diverse tramtypen van de Blauwe Tram hadden hun eigen bijnamen: zo werden de zware, in 1924 afgeleverde, trams Boedapester genoemd, naar de stad waar zij gebouwd waren.
De tramlijnen ten noorden van het IJ naar Purmerend, Edam en Volendam noemde men de Waterlandse tram.

## Omvang van het tramnet
Het geëlektrificeerde net van de Blauwe Tram bereikte op 30 december 1932 zijn maximale omvang van 143 kilometer. Het net bestond vanaf 1924 uit de volgende onderdelen:
- Meterspoor (spoorwijdte 1000 mm):
  - Tramlijn Amsterdam – Haarlem – Zandvoort
  - Amsterdam-Noord – 't Schouw – Volendam / Purmerend (Waterlandse tram), sinds 1932
- Zowel meterspoor als normaalspoor:
  - Haarlemse stadstram (incl. Heemstede, Overveen en Bloemendaal)
- Normaalspoor (spoorwijdte 1435 mm):
  - Tramlijn Haarlem – Leiden sinds 1932
  - Leidse stadstram (incl. Oegstgeest)
  - Tramlijn Leiden - Katwijk en tramlijn Leiden - Noordwijk
  - Tramlijn Leiden - Scheveningen

### Opmerkingen
- Het trambedrijf kende twee spoorwijdten. Het meterspoor was alleen in Noord-Holland te vinden, terwijl Zuid-Holland (en Noord-Holland vanaf Haarlem in zuidelijke richting) door de trams op normaalspoor werd bediend. Ook kende het elektrische bedrijf twee verschillende voltages. Op de gelijkstroombovenleiding van het normaalspoornet stond 1.200 volt, terwijl het metersporige net een spanning van 600 volt voerde.
- Omdat de Duitse bezetter alleen belangstelling had voor normaalsporige trams op 600 volt, zijn er geen NZH-trams naar Duitsland afgevoerd,[1] zoals dat bij de diverse andere Nederlandse trambedrijven wel gebeurde.
- Op de tramlijn Haarlem - Alkmaar via de Velservoetbrug, sinds 1906 de Velserpont, reed sedert 1895 een stoomtram. Deze metersporige lijn is nooit geëlektrificeerd en werd opgeheven in 1924, het startjaar van de Blauwe Tram.
- Er waren kruisingen met automatische waarschuwingslichten ⚠️TRAM of rode lichten, maar de meeste kruisingen met het wegverkeer waren onbeveiligd. Daarom werd de kenmerkende fluit veel gebruikt.

## Geschiedenis

### Voorgangers van de Blauwe tram
De eerste trams van de latere NZH reden in 1881 tussen Hillegom en Leiden, respectievelijk Haarlem. Deze werden geëxploiteerd door de Noord-Zuid-Hollandsche Stoomtram Maatschappij (NZHSTM). Op 4 juni 1881 verbond de eerste stoomtram van de RSTM, die later opging in de NZH, de Katwijkse Boulevard met Rijnsburg, niet lang daarna doorgetrokken naar Leiden en in 1911 door de NZH geëlektrificeerd.
Op 13 december 1888 werd de eerste lijn in Noord-Holland (van de Noord-Hollandsche Tramweg-Maatschappij, NHT) in dienst gesteld: van Amsterdam-Noord naar Edam. Later ook uitgebreid naar Purmerend en Volendam en in 1932 door de NZH geëlektrificeerd. De ESM-tramlijn Amsterdam - Haarlem - Zandvoort werd geopend in 1899/1904.
In 1924, het eerste jaar dat met blauwe trams werd gereden, werd de succesvolle tramlijn Leiden - Scheveningen geopend. Deze was de opvolger van de stoomtramlijnen Scheveningen – Den Haag Staatsspoor van NS, geopend in 1879, en Den Haag Staatsspoor – Leiden Noordeinde van de MET, geopend tussen 1882 en 1885.

### Bloeiperiode
In de jaren 20, 30 en 40 was de Blauwe Tram een belangrijke verkeersader in de regio. De snelle en hoogfrequente tramdiensten maakten het wonen in forensendorpen zoals Voorburg en Oegstgeest aantrekkelijk, in een tijdperk waarin voor de meeste mensen de fiets het snelste particuliere vervoermiddel was. De Blauwe Tram heeft dan ook een belangrijke bijdrage geleverd aan de ontwikkeling van forenzenplaatsen in de streek. In de crisistijd deed de NZH aan klantenbinding door enkele malen een tariefverlaging door te voeren. Ook bij het opkomend toerisme in de streek speelde de tram een rol. Zo verzorgde NZH in samenwerking met andere vervoerbedrijven attractieve dagtochten, zoals een gecombineerde boot-tramrondrit Amsterdam – Volendam – Marken in de zomer. Voor de strandganger stond de tram naar Scheveningen, Katwijk, Noordwijk of Zandvoort gereed. Vaak werd extra capaciteit ingezet op dagen met gunstig strandweer.

### Neergang
In de tijd na de bevrijding steeg het particuliere autobezit en nam de betekenis van de tram af, die steeds vaker werd gezien als een sta-in-de-weg voor het autoverkeer. In de jaren 1950 was het beleid van de NZH, dat eigendom van NS was en die geen spoorgebonden vervoer als concurrentie wilde, erop gericht de tram te vervangen door de bus. De bus zou wendbaarder zijn en bovendien goedkoper in exploitatie. Een voor een verdwenen de lijnen van de Blauwe Tram. Ook de enige lijn waaraan wel een toekomst was toebedacht, de drukste lijn Amsterdam–Haarlem–Zandvoort, werd op 31 augustus 1957 opgeheven omdat de gemeente Amsterdam de vergunning niet wilde verlengen. Op 9 november 1961 reed de laatste Blauwe Tram op het traject Den Haag–Leiden.
Van de bijna 350 Blauwe Trams in Noord- en Zuid-Holland, ingericht voor personenvervoer met elektrische tractie, zijn er negen als museumstuk bewaard gebleven, vier onder de hoede van de Tramweg-Stichting in Scheveningen en vijf in het NZH-Vervoermuseum te Haarlem.

## Museale Blauwe Trams
Bijna alle trams van de toenmalige NZH zijn gesloopt. Slechts enkele zijn bewaard gebleven:
- Motorrijtuig A106 – Tramweg-Stichting / HOVM, Den Haag (voorheen Scheveningen)
- Motorrijtuig A327 – Tramweg-Stichting / HOVM, Den Haag (voorheen Scheveningen)
- Aanhangrijtuig B303 – Tramweg-Stichting / HOVM, Den Haag (voorheen Scheveningen)
- 'Métallurgique' Motorrijtuig A14 – NZH-Vervoermuseum, Haarlem
- Motorrijtuig A37 – NZH-Vervoermuseum, Haarlem
- Aanhangrijtuig BY2 – NZH-Vervoermuseum, Haarlem
- 'Boedapester' stuurstandrijtuig B412 – NZH-Vervoermuseum, Haarlem
- Railtransportwagen H114 – NZH-Vervoermuseum, Haarlem
- Coupé aanhangrijtuig BY13 – Historisch Genootschap de Blauwe Tram, Voorburg (sinds 2014); daarvoor Legermuseum, Delft
- Stoomtramlocomotief A10 (RSTM 2) – Nederlands Spoorwegmuseum, Utrecht; in bruikleen bij de Stoomtram Hoorn-Medemblik, Hoorn
- Stoomtramlocomotief A12 (HTM 8 'Ooievaar'; in 1924 door HTM aan NZH verkocht) – Stoomtram Hoorn-Medemblik, Hoorn
- Aanhangrijtuig B26 (GoTM B21 / NCS 6) – Stoomtram Hoorn-Medemblik, Hoorn
- Open goederenwagen C106 – Stoomtram Hoorn-Medemblik, Hoorn; voorheen Tramweg-Stichting, Scheveningen)
- Gesloten goederenwagen C21 (NHTM) – Stoomtram Hoorn-Medemblik, Hoorn
- Open goederenwagen C163 daarvoor CY109 (NHTM 38) – Stoomtram Hoorn-Medemblik, Hoorn

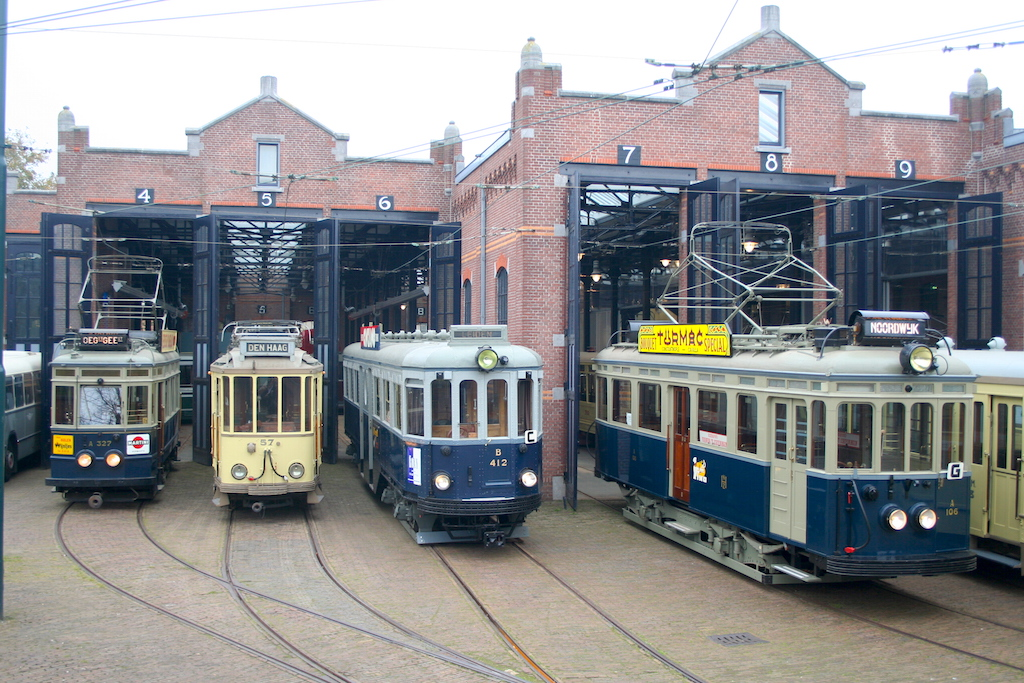
Museaal bewaarde NZH A327, B412 en A106, met Gele Tram HTM 57 (2011).
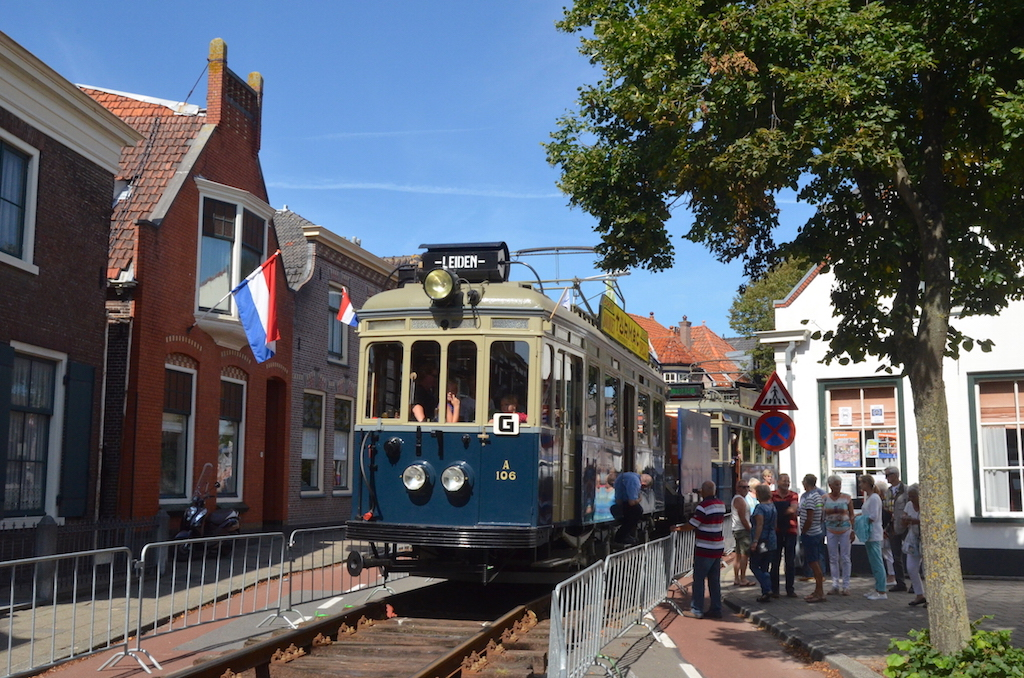
Motorwagens A106 en A327 op tijdelijk tramspoor, Rijnstraat, Katwijk (2015).
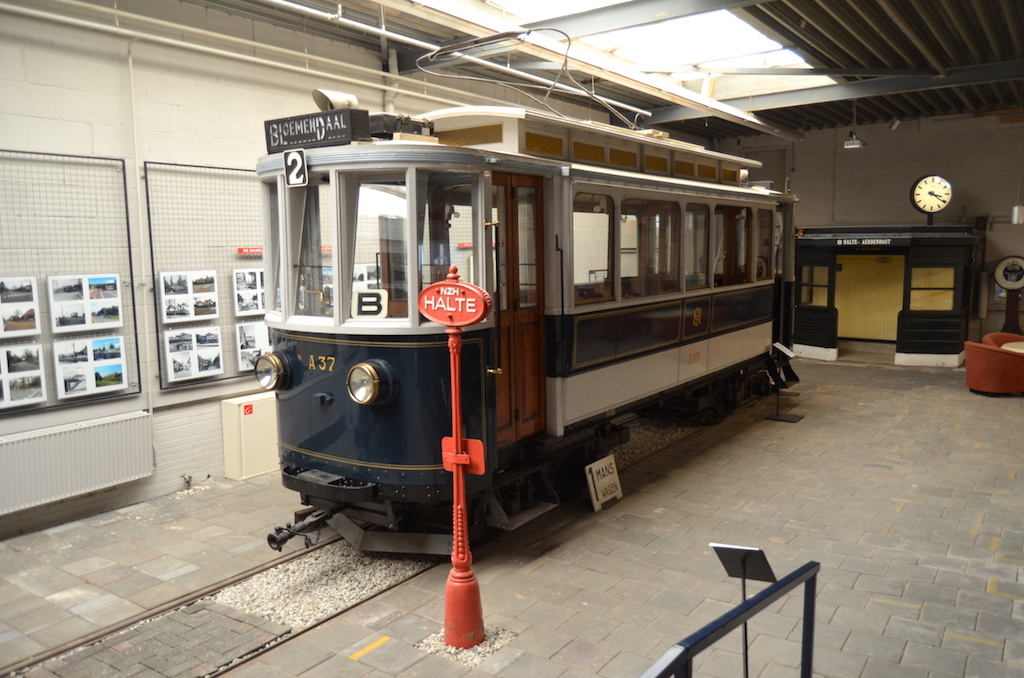
NZH-museum te Haarlem, motorwagen A37.
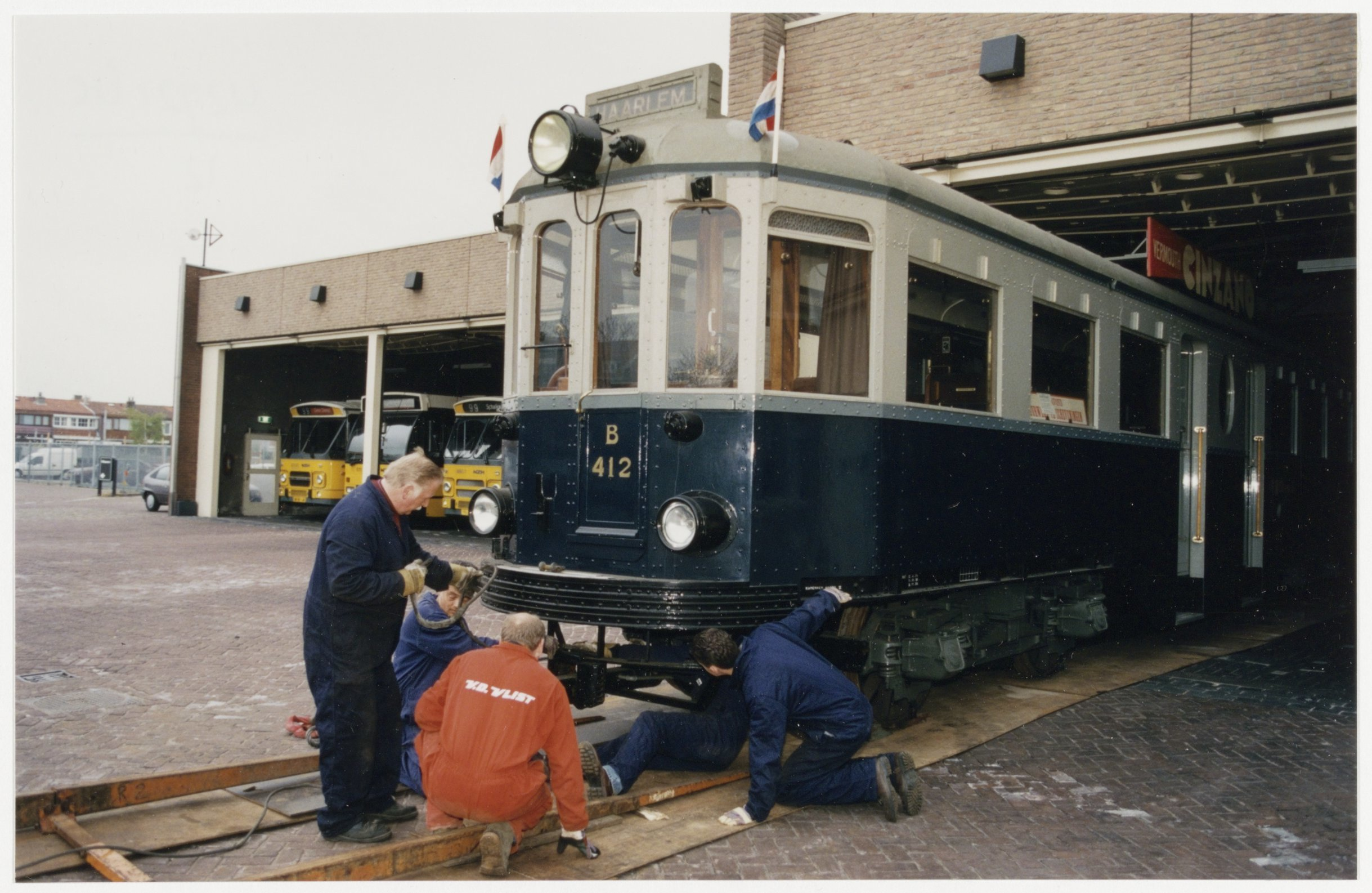
Verhuizing van de 'Boedapester' (B412) naar het NZH-museum.
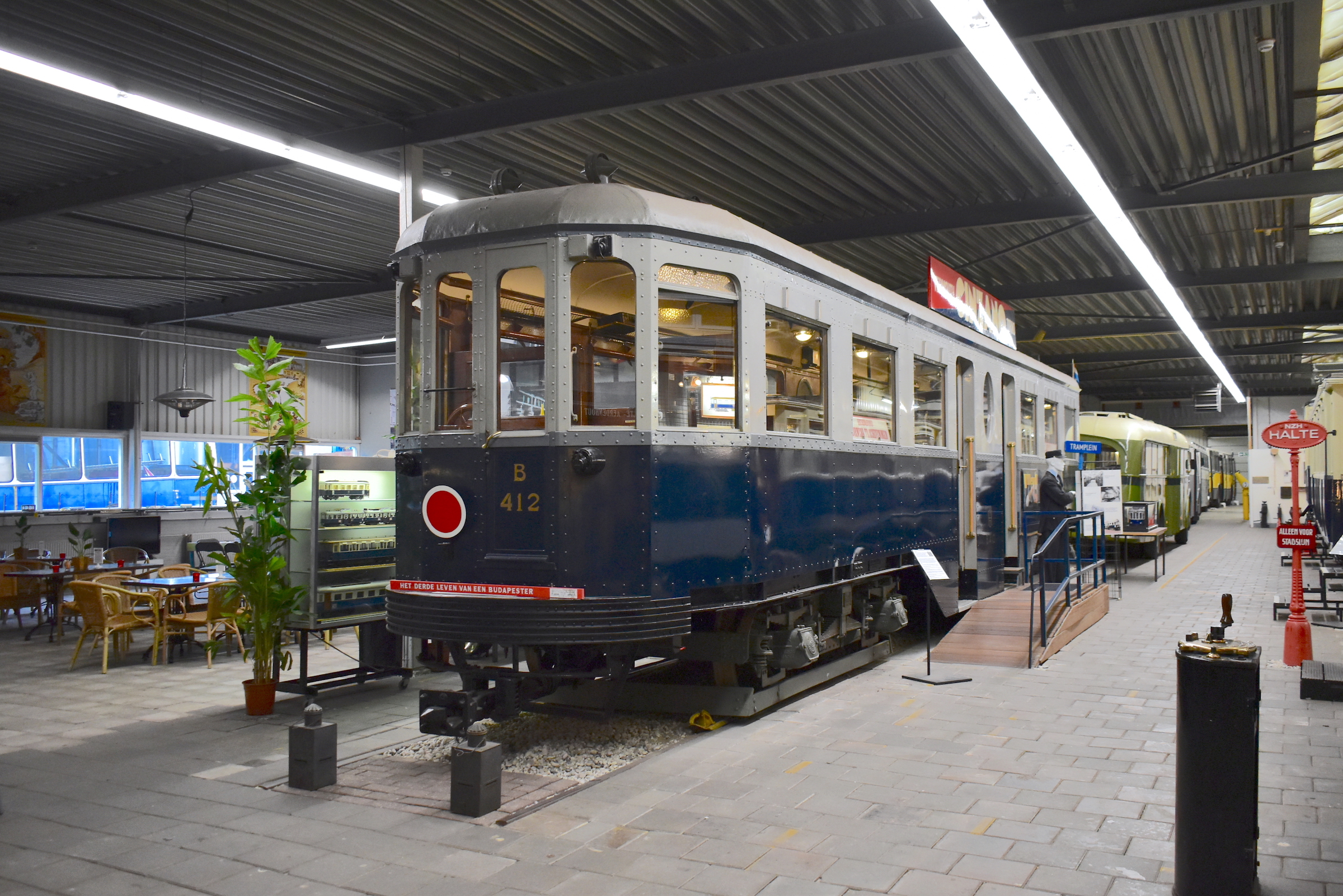
De 'Boedapester' (B412) in het NZH-museum in Haarlem.
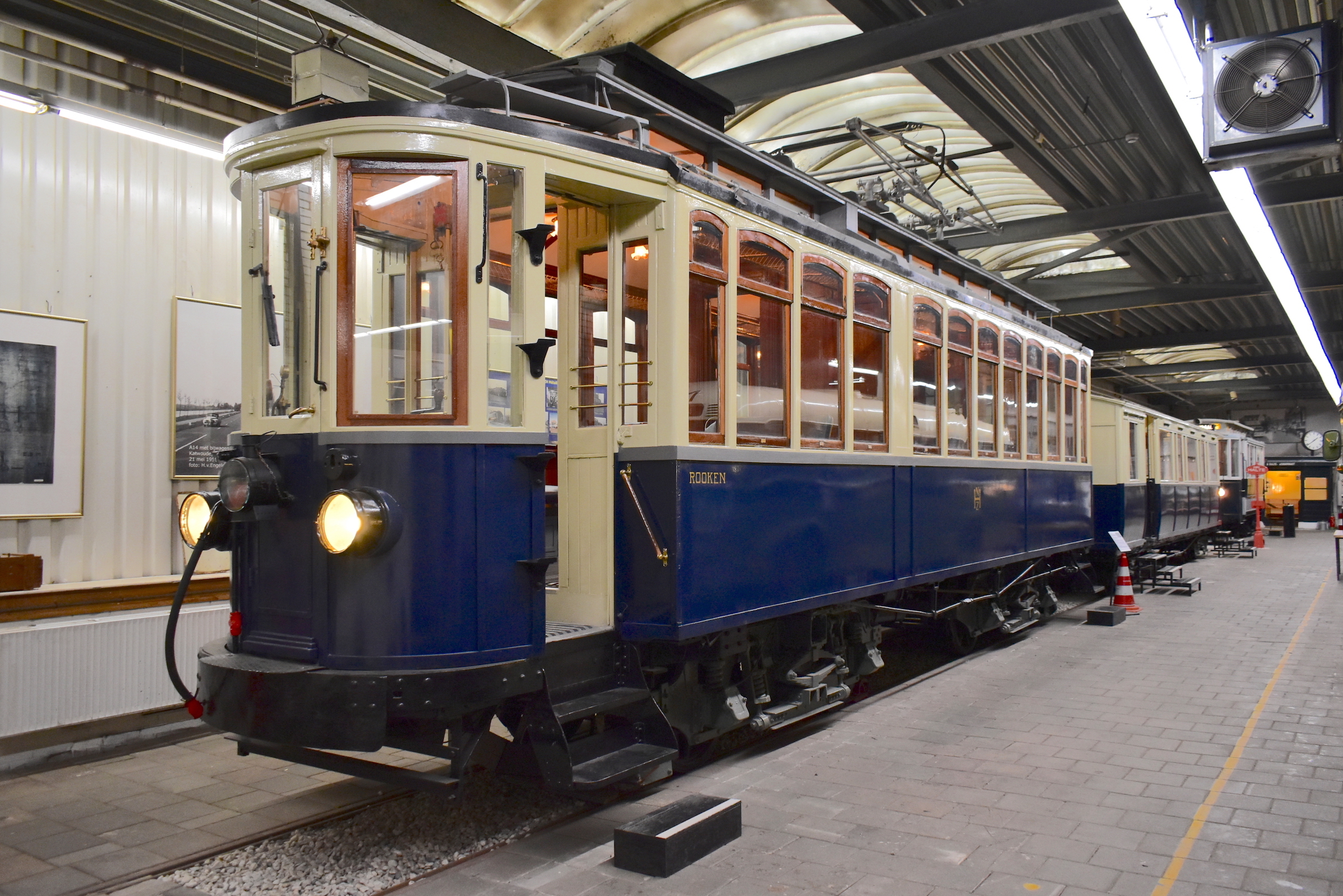
Motorwagen A14 in het NZH-museum in Haarlem.
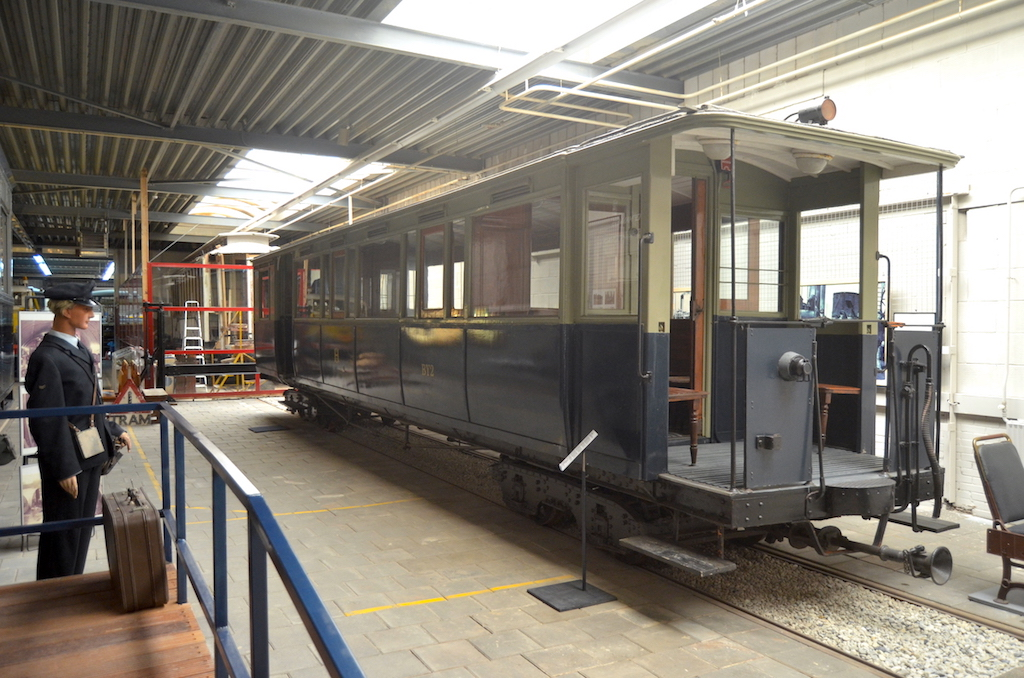
NZH-Vervoermuseum te Haarlem, bijwagen BY2.
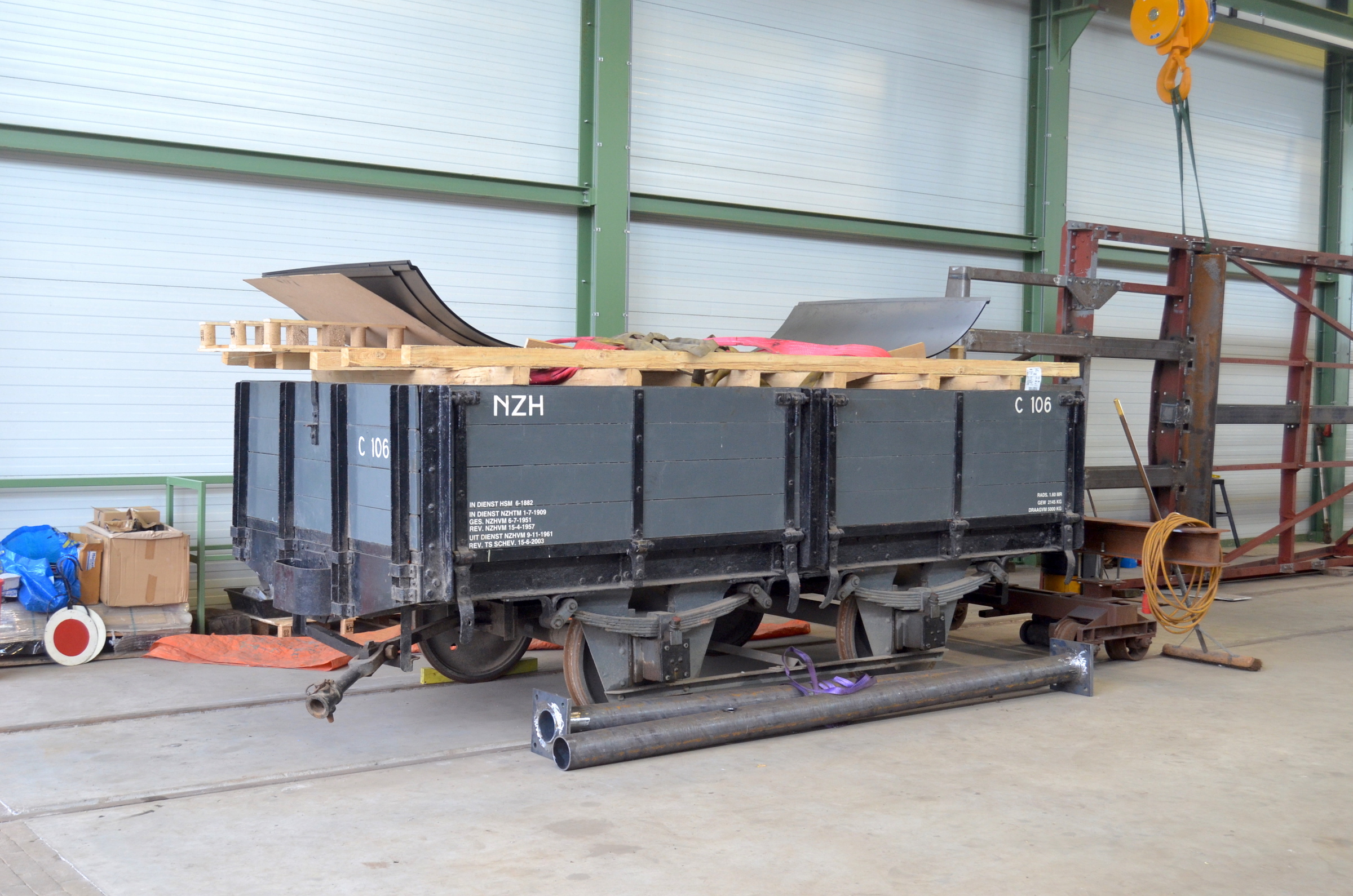
Wagen NZH C106 in de SHM-werkplaats te Hoorn.

### A327

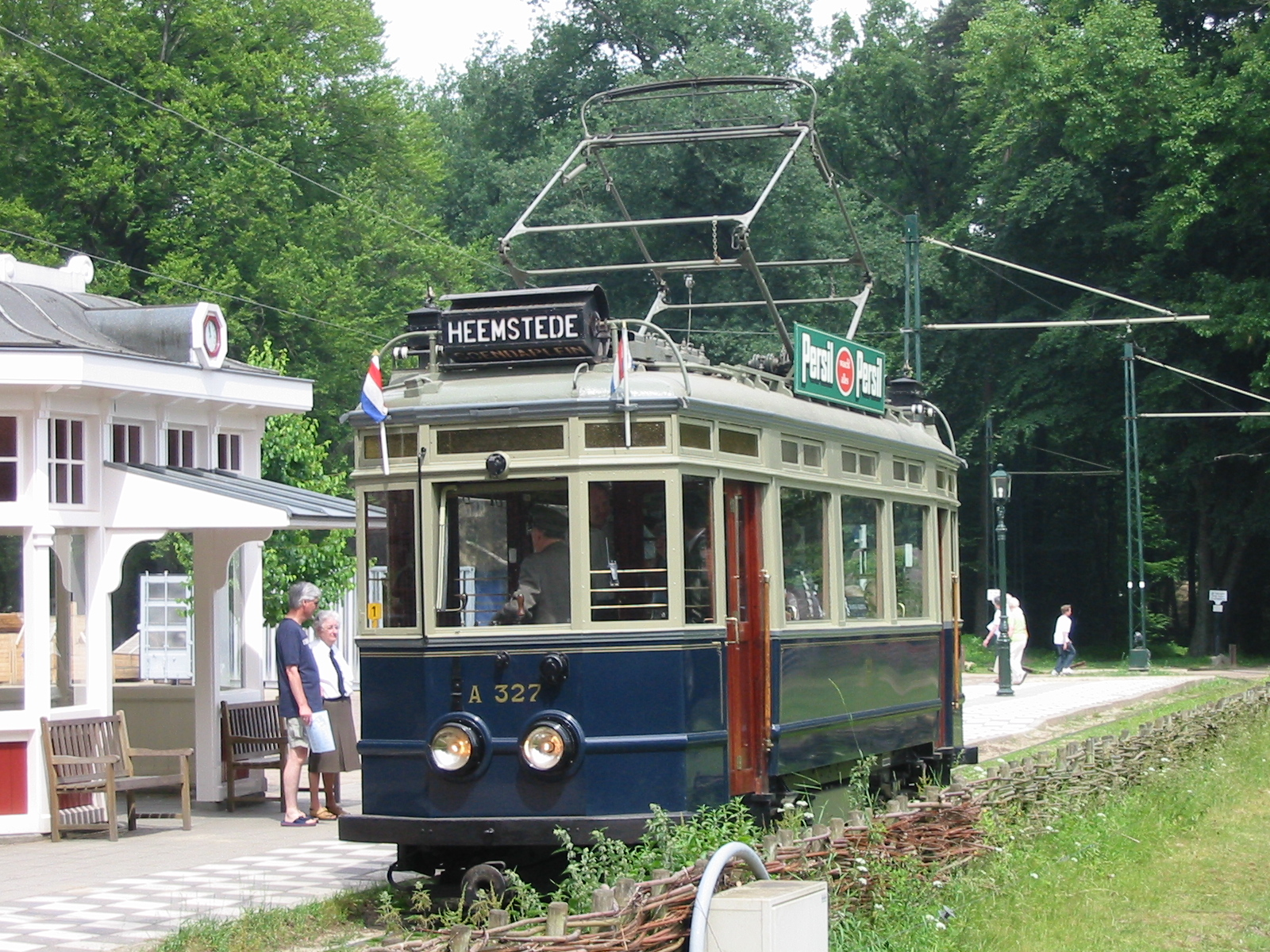
Motorwagen A327, Openluchtmuseum, Arnhem.

Een opvallende nog bestaande Blauwe Tram is de A327, eigendom van de Tramweg-Stichting (TS). Deze trammotorwagen, gebouwd in 1913 door de rijtuigfabriek Beijnes te Haarlem (serie C13 - C27, later A313 - A327), is tot 1948 in gebruik geweest voor het stadsvervoer in Haarlem en daarna tot 1960 in Leiden. In 1961 werd deze motorwagen, met rijtuig B26 door de NVBS van de sloop gered en in 1965 overgedragen aan de toen opgerichte Tramweg-Stichting, die het rijtuig restaureerde. De eerste ritten op eigen kracht na de restauratie werden gemaakt in 1981. Dat jaar maakte de A327 ook ritten in Amsterdam en Rotterdam, in 1996, 2006 en 2016 in Arnhem en in 2015 in Katwijk. De A327 stond tot 2022 doorgaans in de HTM-remise Scheveningen. Sinds zomer 2023 ondergebracht bij het Haags Openbaar Vervoer Museum.

### Inzet
Bij bijzondere gelegenheden komt deze dienstvaardige motorwagen met bijwagen B303 (en voorheen ook B37 - de vroegere Amsterdamse 766 in fictieve Blauwe Tram-uitmonstering) uit de remise om ritten te maken op het Haagse tramnet.
- In 1979 was voor deze wagen een rol weggelegd in Guido Pieters' speelfilm Kort Amerikaans. A327 reed enkele stukjes door Rotterdam, geduwd door een Land Rover van de RET - ze was toen nog niet voorzien van motoren. In de gelijknamige roman van Jan Wolkers die aan de film ten grondslag ligt, komen Blauwe Trams prominent voor, evenals in De donkere kamer van Damokles van W.F. Hermans en in verhalen van F.B. Hotz.
- In juni 2006 was de A327 (zonder bijwagen) te gast in het Nederlands Openluchtmuseum te Arnhem ter gelegenheid van het tienjarige bestaan van de museumtramlijn aldaar. Bij de opening in 1996 was deze motorwagen hier ook al op bezoek geweest.
- Van september t/m november 2011 werd in het Haags Openbaar Vervoer Museum de tentoonstelling 'Retourtje Leiden' gehouden ter gelegenheid van het 80-jarige bestaan van de NVBS en de opheffing van de tramlijnen tussen Den Haag en Leiden precies een halve eeuw geleden. Zo veel mogelijk van de nog bewaard gebleven museumwagens van de Blauwe Tram en de Gele Tram werden hiertoe bijeen gebracht.
- Van 24 t/m 29 augustus 2015 werd een project uitgevoerd: in de Rijnstraat in Katwijk werd een tijdelijk tramspoor van 400 meter aangelegd op het tracé van de vroegere lijn. Over dit spoor hebben de gehele week de motorwagens A106 en A327 opnieuw dienstgedaan. De twee motorwagens waren aan elkaar gekoppeld met een goederenwagon ertussen, waarop een generator was geplaatst die de benodigde 600 volt opwekte.[3] Ook de NSS heeft al een aantal keer met Koningsdag smalspoor in het centrum van Katwijk gelegd om met hun eigen smalspoortrams ritten te kunnen verzorgen.

### A106

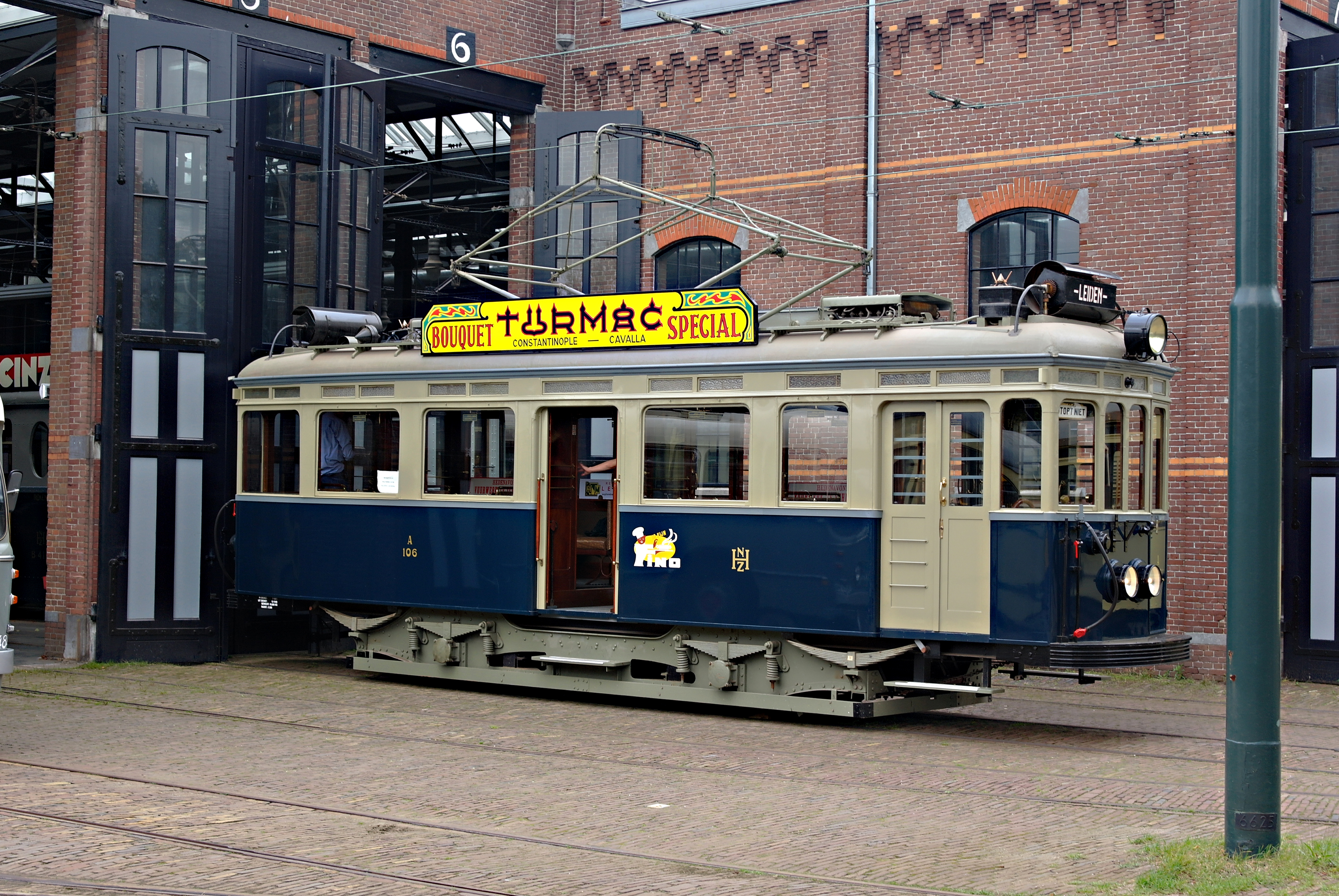
Gerestaureerde motorwagen A106 uit 1911, HOVM, Den Haag, september 2011.

Motorwagen NZH A106 werd in 1910 gebouwd door Waggonfabrik Uerdingen AG als A6 en kwam als onderdeel van de serie A1 - A10 in dienst voor de tramlijn Leiden - Katwijk en tramlijn Rijnsburg - Noordwijk. In 1918 stelde de NZH een nieuw schema vast voor de gebruikte letters bij de nummer aanduiding. Hierdoor kreeg de serie de nummers A101 - A110. Vanaf de buitendienststelling in 1948 tot 1983 is deze tweeassige motorwagen in gebruik geweest als noodwoning en schuurtje in Nieuwkoop. Deze motorwagen werd herbouwd door het TS-Depot Scheveningen. De restauratie duurde tot 2006. Van 24 t/m 29 augustus 2015 reed deze tram voor het eerst met passagiers, samen met de A 327, op een pendeldienst op een tijdelijk aangelegd spoor in de Rijnstraat in Katwijk aan den Rijn. Het was voor het eerst in 55 jaar dat er weer een tram in Katwijk reed. In november 2015 maakte deze tram zijn eerste ritten met passagiers op het Haagse tramnet.
In juni 2016 waren de A106 met goederenwagen C32 en de A327 te gast in het Nederlands Openluchtmuseum te Arnhem ter gelegenheid van het twintigjarige bestaan van de museumtramlijn aldaar. De A327 was daar al eerder in 1996 en 2006.
Sinds zomer 2023 is deze tram ondergebracht bij het Haags Openbaar Vervoer Museum.

### B412

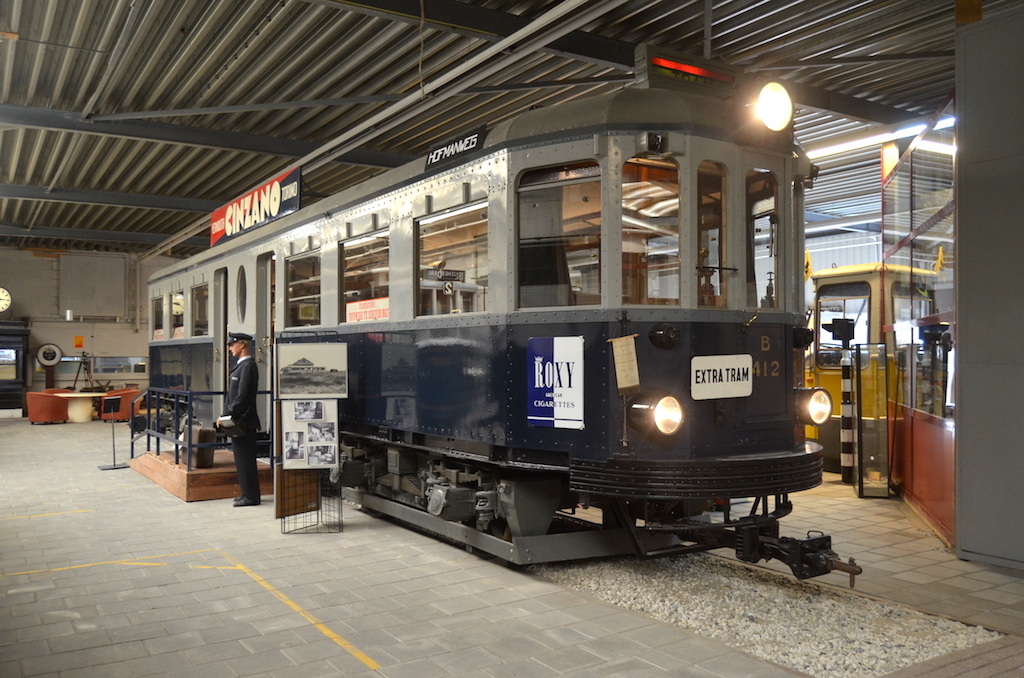
NZH-Vervoermuseum te Haarlem met Boedapester stuurstandrijtuig B412.

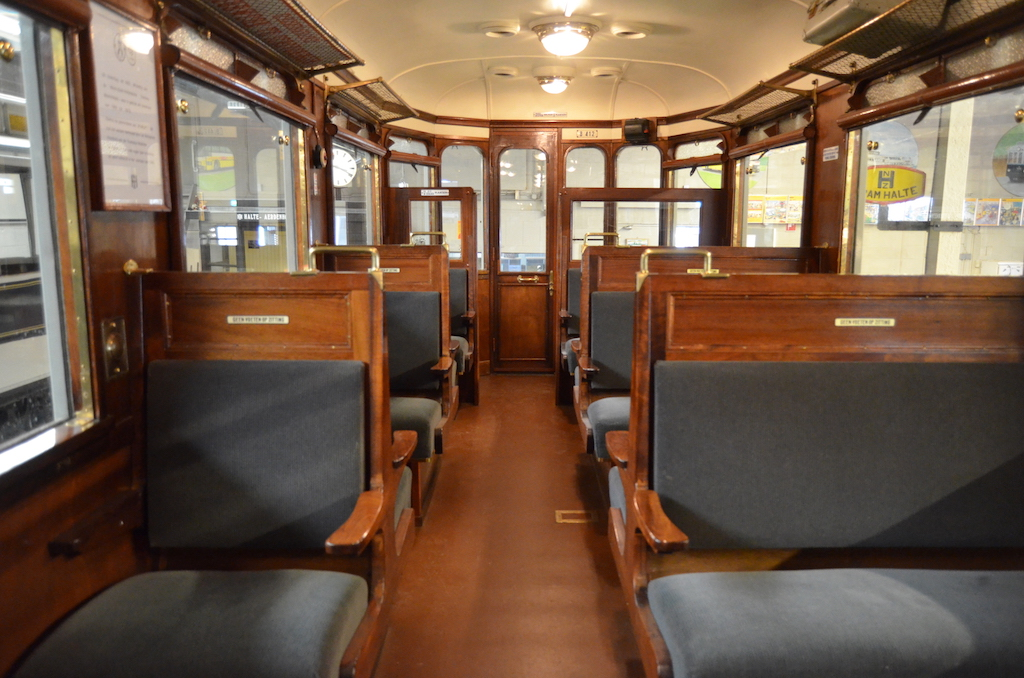
NZH-Vervoermuseum te Haarlem, interieur B412.

Stuurstandrijtuig B412 werd in 1924 gebouwd door de wagonfabriek Ganz te Boedapest in Hongarije. Het was onderdeel van een serie van 18 motorwagens en 25 bijwagens die zowel in normaalspoor- als in meterspooruitvoering werden geleverd. De normaalspoortrams waren genummerd A401 - A411 (motorwagens) en B401 - A412 (bijwagens, vanaf 1937 stuurstandrijtuigen). De smalspoortrams waren genummerd A451 - A457 (motorwagens) en B451 - B463 (bijwagens, vanaf 1930 stuurstandrijtuigen). Zij werden ingezet op respectievelijk de tramlijnen rond Leiden en op de tramlijn Amsterdam – Haarlem – Zandvoort. Dankzij de degelijke bouw en het comfort van de trams waren zij geliefd bij de reizigers. In 1932 was er door de groei van het reizigersvervoer in Haarlem een tekort aan trams, terwijl men in Leiden juist trams over had. Daarom werden twee motorwagens (A410 en A411) en twee stuurstandrijtuigen (B411 en B412) naar Haarlem overgebracht en omgespoord naar smalspoor. Daar kregen zij in 1932/1933 de nummers A459 en A458, respectievelijk B465 en B464. In 1949 volgde nog een derde stuurstandrijtuig, de B410 als B466.
Door de opheffing van de tramlijnen waarop zij dienstdeden werden in 1957 de smalsporige Boedapesters in Haarlem en in 1960 de normaalsporige Boedapesters in Leiden buiten dienst gesteld en gesloopt. Slechts één rijtuig wist de dans te ontspringen. De rijtuigbak van de B464 werd in 1957 gekocht door een particulier en overgebracht naar Zeeuws-Vlaanderen, waar deze in Groede nog jarenlang nuttige diensten verrichtte als vakantiehuisje. In 1973 was de Tramweg-Stichting in de gelegenheid om deze wagenbak te verwerven en over te brengen naar Leiden. Vanaf 1976 kon er in een loods in Voorburg gewerkt worden aan de restauratie en herbouw tot tramrijtuig. Hiertoe werden bij Ganz-Mávag in Boedapest volgens de oude fabriekstekeningen nieuwe draaistellen gebouwd en in Voorburg werd een geheel nieuw interieur ingebouwd. Omdat het rijtuig (weer) normaalspoordraaistellen had gekregen werd ook het oorspronkelijke nummer B412 aangebracht. Na bijna tien jaar noeste arbeid kon in 1985 het resultaat worden gepresenteerd. Vervolgens werd de museumtram overgebracht naar Haarlem, waar in de busgarage aan de Leidsevaart (voorheen tramremise) in 1986 een klein trammuseum rond de wagen werd ingericht, het NZH-Vervoermuseum. In 2011 stond de B412 drie maanden in Den Haag voor de manifestatie 'Retourtje Leiden'. Toen in 2015 het onderkomen van het museum bij het ontruimde garagecomplex aan de Leidsevaart werd gesloopt voor de bouw van een nieuwbouwwijk, werd de B412 nogmaals getransporteerd, nu naar het nieuwe museum in de Waarderpolder, waar deze nog steeds het middelpunt vormt van de tramcollectie.

### De nieuwe A619/A620

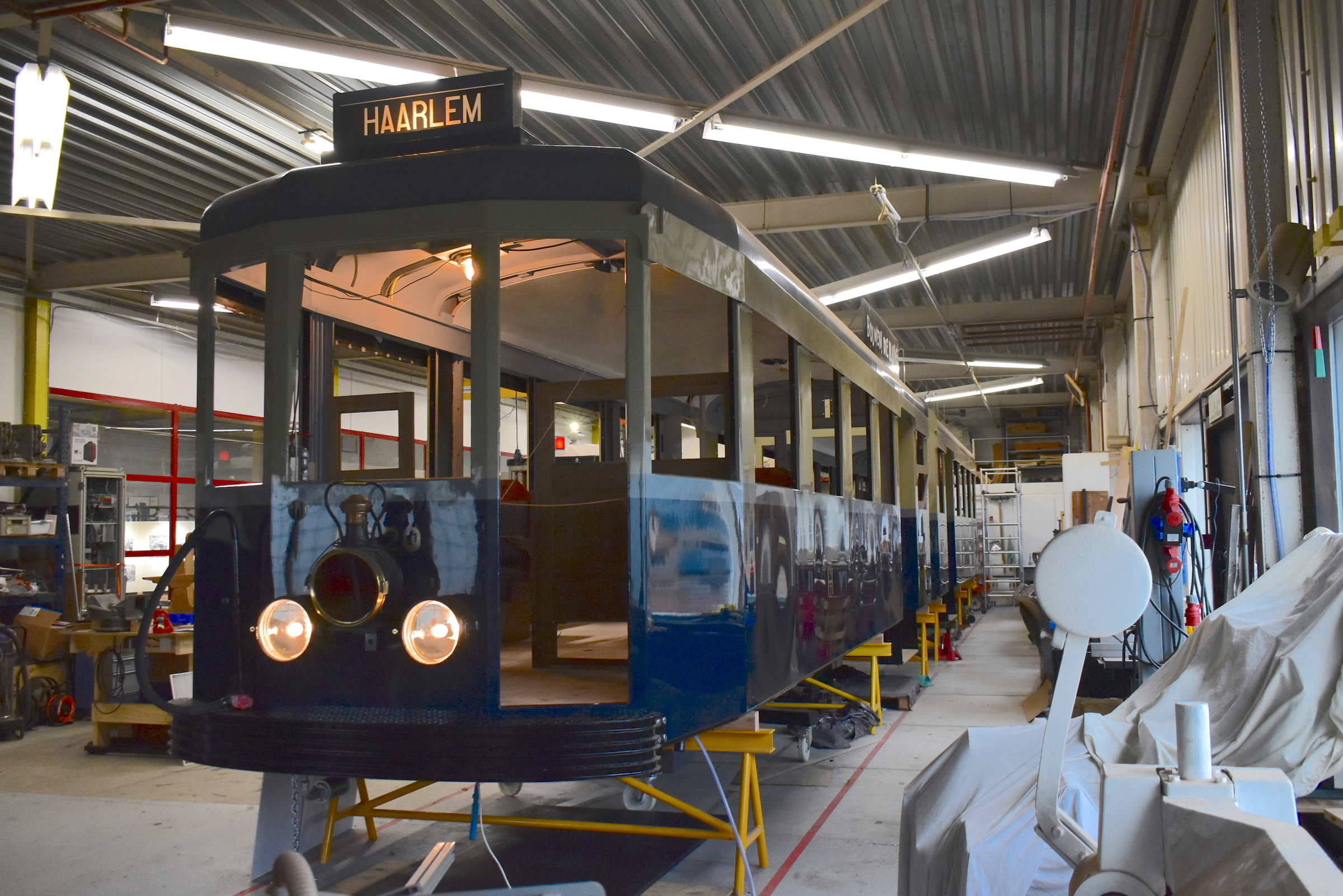
Nieuwbouw van NZH A619/A620 te Haarlem; 2024.

In Haarlem is door de 'Stichting De Nieuwe Blauwe Tram' in 2014 het initiatief genomen om de laatste nieuwgebouwde 'Blauwe Tram', het in 1932 door Beijnes te Haarlem gebouwde en in 1961 gesloopte tweelingtramstel A619/A620, te reconstrueren. Op basis van oude tekeningen is een ontwerp gemaakt waarmee een geheel nieuw tramstel wordt gebouwd. Na het inzamelen van voldoende geld is in 2020 in Winkel (Noord-Holland) een aanvang gemaakt met de bouw van de casco's voor de tram. Het eerste stalen casco (A619) arriveerde op 10 april 2021 in Haarlem. Op 8 mei 2021 volgde het tweede (A620). In een ruimte naast het NZH-Vervoermuseum wordt de tram verder afgebouwd. Het was de bedoeling dat de tram in 2024 klaar is, 100 jaar na de invoering van de Blauwe Trams bij de NZH. Het plan is dat de tram Den Haag als standplaats krijgt en ritten kan gaan maken op het Haagse tramnet.

## Terugkeer van de (Blauwe) Tram?
Niet lang na opheffing van de Blauwe Tram verschenen de eerste rapporten waarin werd gepleit voor terugkeer van de tram in de regio. Deze studies leken soms evenzeer ingegeven door nostalgie naar het tijdperk van de Blauwe Tram als door meer rationele argumenten: het terugdringen van de luchtvervuiling en de files. Al deze plannen sneuvelden al snel op gebrek aan rentabiliteit. Na 1990 is een aantal lightrailplannen naar voren gebracht. Het plan voor de RijnGouweLijn beoogde onder andere de streektram terug te brengen op het traject Leiden – Katwijk / Noordwijk (overigens gedeeltelijk via een andere route dan in het verleden). In 2012 heeft de provincie Zuid-Holland dit omstreden plan definitief geschrapt. In de omgeving van Haarlem is vaak gepleit voor vertramming van het drukbeklante busnet van de Zuidtangent, een operatie die echter is uitgesteld tot na 2030.

## Trivia
- De opheffing van de Blauwe Tram keert een aantal keren terug in het werk van de Haagse kunstenaar Willem van Genk.

### Restanten
- Er zijn bijzonder weinig restanten van de lijnen; maar voor wie het weet is in de Nieuwe Scheveningse Bosjes het tracé nog herkenbaar. Het is nu ruiterpad. Onder het bos is in het midden een ongebruikelijke "parkeerstraat" tussen twee wegen in; ook dat is de oude trambaan.
- Tussen Aerdenhout en Zandvoort is een deel van de vroegere trambaan in gebruik als fietspad. Het enige echt herkenbare van vroeger is de herbouwde trambrug te Bennebroek.
- Te Leidschendam Damlaan had de blauwe tram een periode een uniek automatisch slinger-sein aan een portaal over de weg om het wegverkeer te stoppen. Waarschijnlijk ging het om een wigwag-signaal, die in Amerika op sommige plaatsen nog in gebruik zijn, echter niet aan een portaal.
- Later geplaatste herinneringen: te Voorburg bij de Parkweg is op het voormalige remiseterrein ter herinnering een stuk rails gelegd, en een betonnen bovenleidingmast. Er dichtbij is een enorme afbeelding in kleur van een Budapester-tram aangebracht. Onder het viaduct van busstation Voorburg is een enorme zwart-wit afbeelding van o.a. een NZH-tram te zien.
- Onder station De Vink is er een schildering van de blauwe tram, hoewel die daar niet kwam.
- In Amsterdam zijn er in 1985 en 2018 op de Rijckerbrug (Rozengracht / Singelgracht) twee stukjes rails 'extra' aangelegd als herinnering aan het smalspoor van de Blauwe Tram.[12]
- Er enige straatnamen in diverse plaatsen als aandenken. Zoals Oude trambaan of Tramstraat.

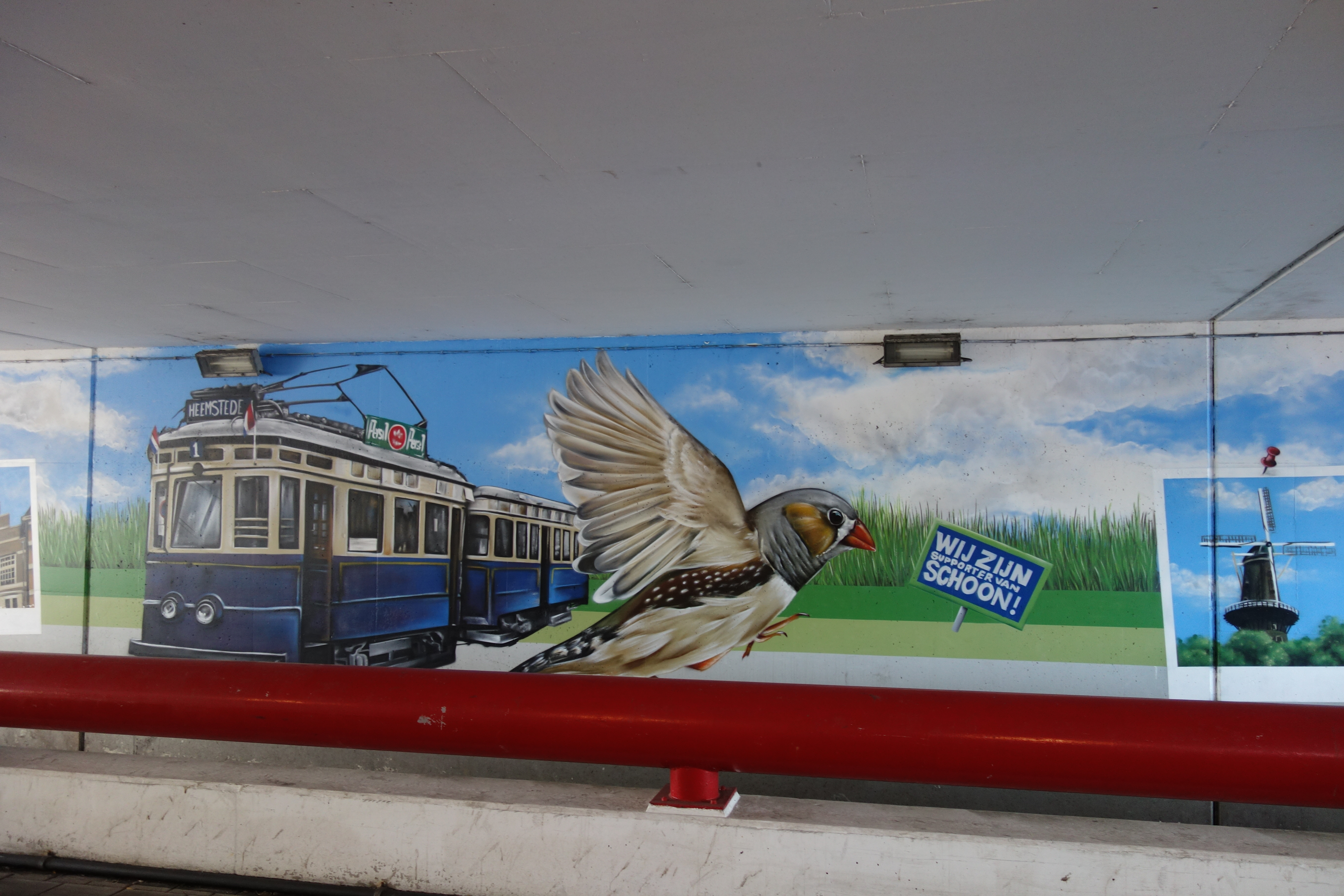
Blauwe Tram afgebeeld onder station De Vink.
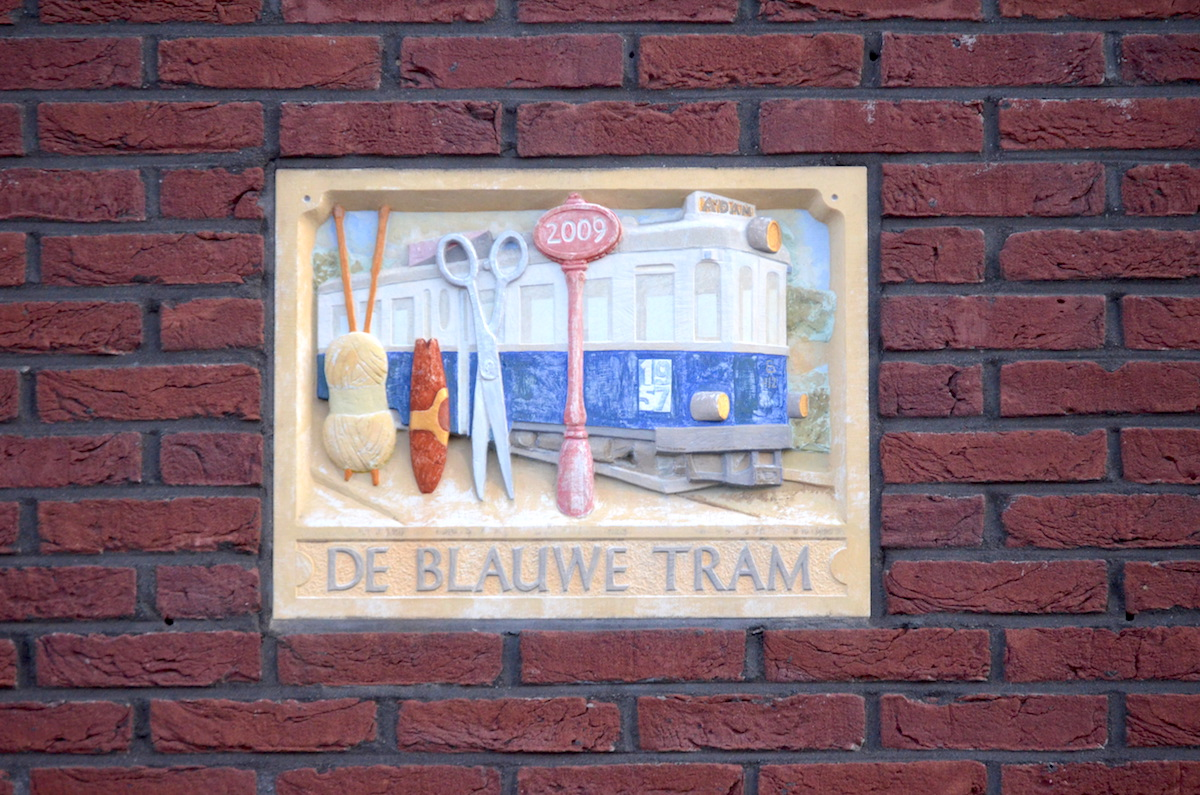
Gevelsteen De Blauwe Tram, Tempeliersstraat, Haarlem.
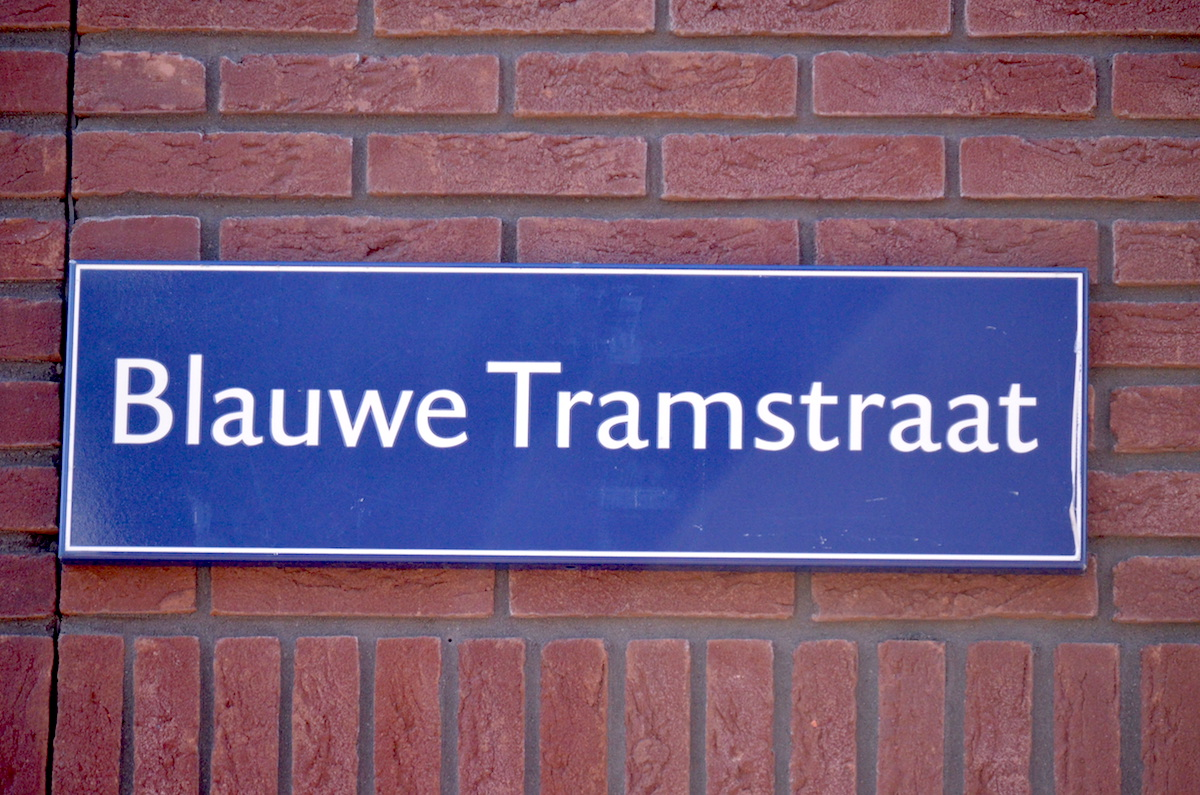
Blauwe Tramstraat te Haarlem.
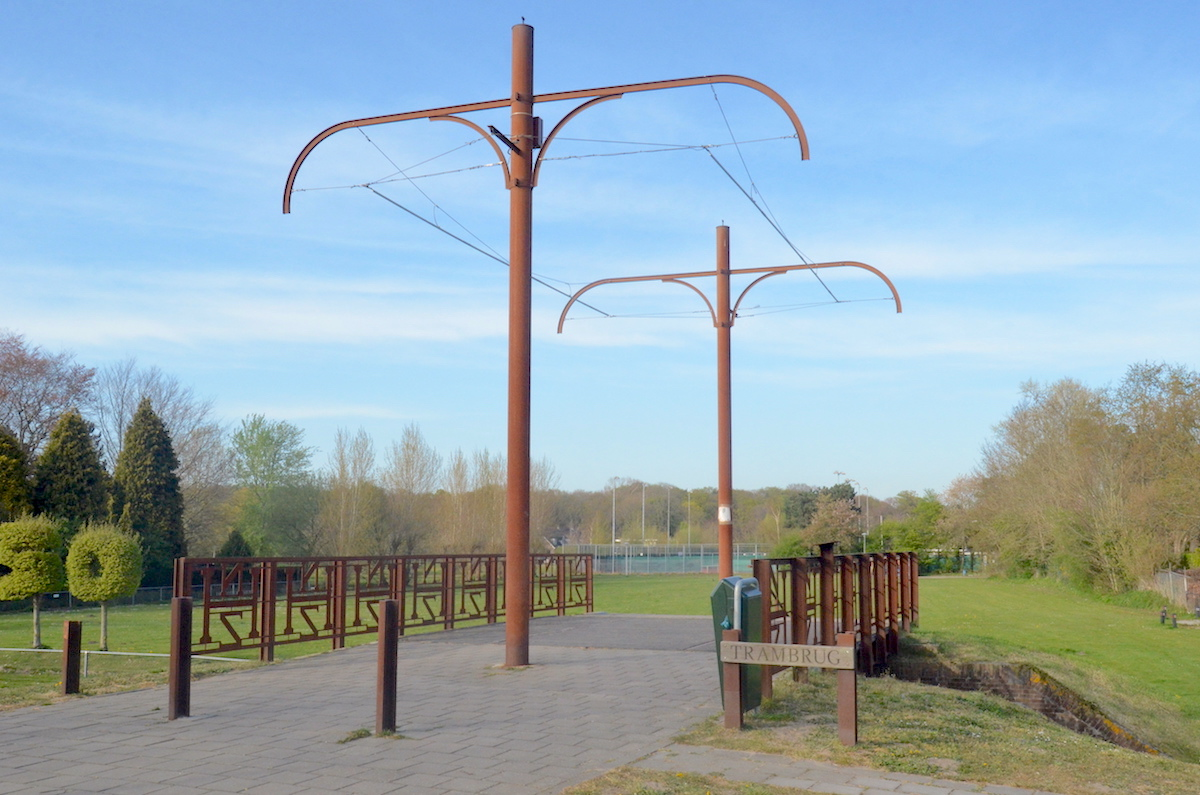
Bennebroek, opgeknapte trambrug uit 1932.